# Грассмаркет

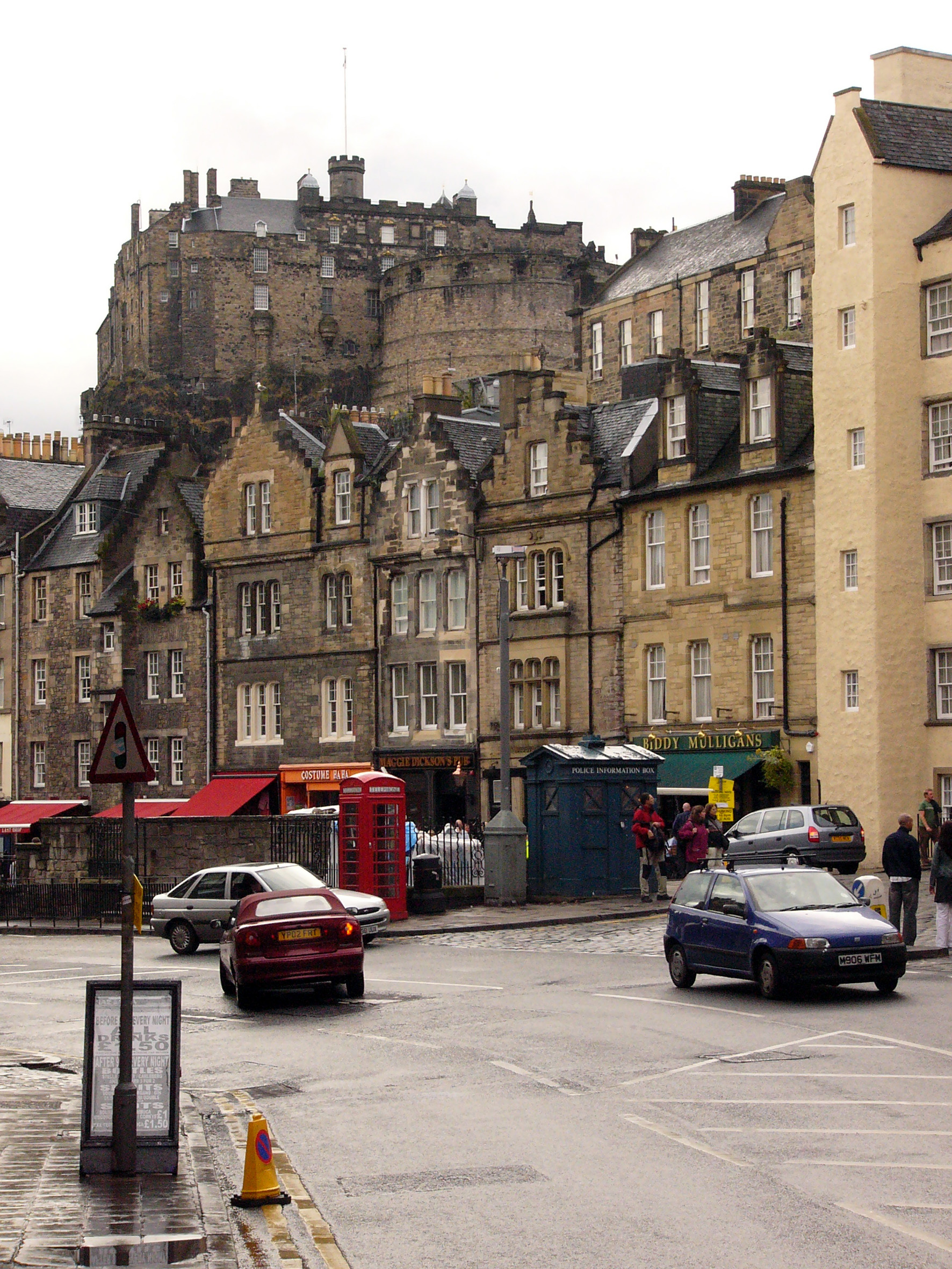
Грассмаркет с Эдинбургским замком на заднем плане

Грассмаркет (англ. Grassmarket) — историческая рыночная площадь в центре Эдинбурга (Шотландия), одна из туристических достопримечательностей города.

## Расположение
Грассмаркет расположен к юго-востоку от Эдинбургского замка у подножия Замковой скалы, неподалёку от Королевской Мили. Площадь ограничена улицами Каугейт и Кэндлмейкер-Роу (Candlemaker Row) с восточной стороны, Уэст-Боу (West Bow, оконечность улицы Виктория-стрит [Victoria Street]) — с северо-востока, Кингз-Стейблз-роуд (King's Stables Road) — с северо-запада и и Уэст-Порт — с запада. От юго-западного угла площади отходит переулок, с восточной стороны которого сохранились остатки старинных городских стен.
Вид на Эдинбургский замок с площади Грассмаркет — один из классических видов шотландской столицы, издавна пользовавшийся популярностью у фотографов и художников.

## История

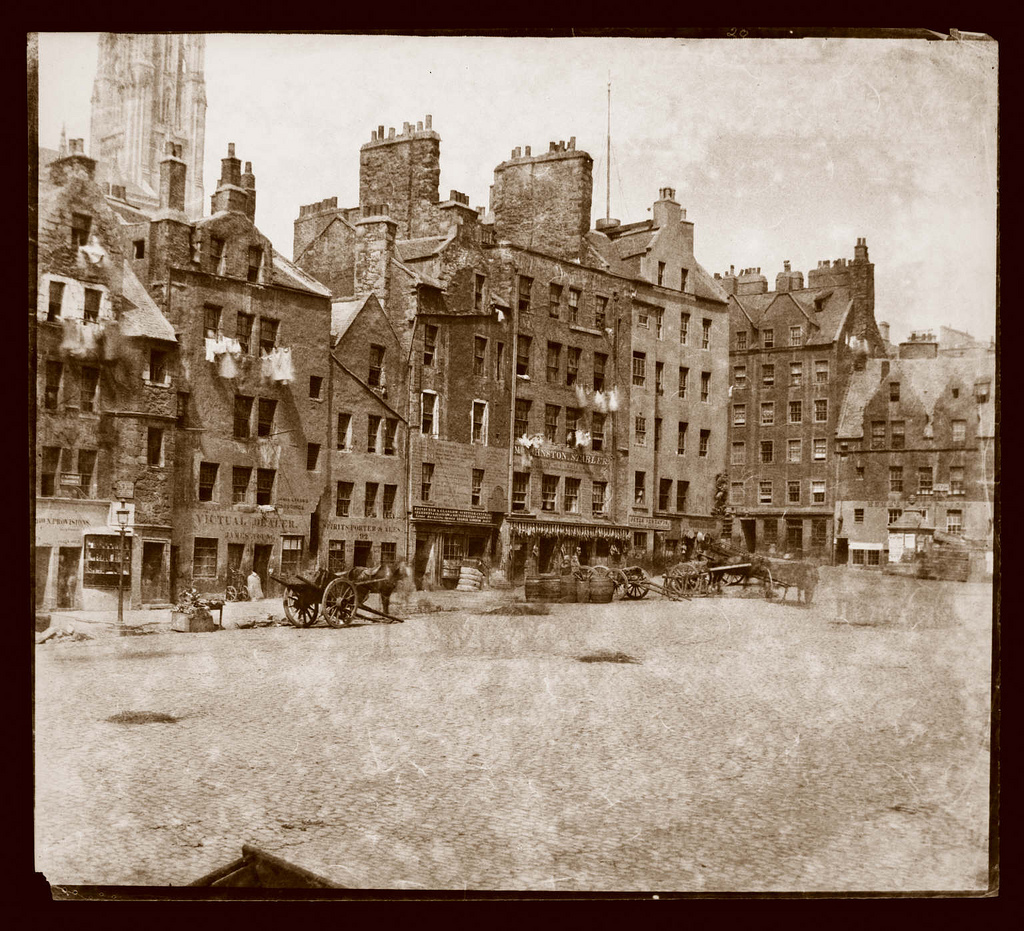
Грассмаркет в середине XIX века

По данным археологических раскопок, на территории Кэндлмейкер-роу, примыкающего к Грассмаркету с востока, хозяйственная деятельность велась уже с XI—XII веков. Неподалёку от этого места находилась точка пересечения двух главных дорог, по которым в Эдинбург перегоняли скот. Первое свидетельство о застройке на месте Грассмаркета встречается в «Реестре Большой шотландской королевской печати» (лат. Registrum Magni Sigilii Regum Scotorum, 1363), где упоминается «улица, именуемая Newbygging [новые здания], под стенами замка». Во второй половине XV века местность была урбанизирована, землю разделили на городские арендные участки с жилыми домами, а открытое пространство на Грассмаркете отвели под рынок.

### Рынок
С 1477 года Грассмаркет был одним из главных городских рынков, часть которого отводилась для торговли лошадьми и крупным рогатым скотом. С этим, по одной из версий, связано название площади (англ. Grassmarket, «травяной рынок»): у её западной оконечности располагались загоны, где паслись приведённые на продажу животные. Вопреки буквальному смыслу названия, Грассмаркет не был покрыт травой: он располагался в болотистой низине, вследствие чего стал первым участком Эдинбурга, замощённым за общественный счёт. Известна также версия, по которой его название произошло от скотс. Grice Mercat («свиной рынок»).
С 1670-х годов Грассмаркет стал в первую очередь транзитным пунктом, где торговцы выгружали товары, прежде чем везти их далее на тачках в город, находящийся в пределах городских стен.
До 1912 года на Грассмаркете существовали крытые рынки, в которых велась торговля зерном.

### Место публичных казней
Также на площади проходили публичные казни.

### Архитектура
Ранее Грассмаркет был одним из самых бедных районов Эдинбурга, где располагалось большое количество ночлежек для бездомных (включая Армию спасения), однако в 1980-х цены на недвижимость стали расти благодаря выгодному расположению площади у подножия Эдинбургского замка.
Старейшее из сохранившихся зданий, окружающих Грассмаркет, датируется 1616 годом. Большинство строений относится к началу XIX века, когда Старый город был заново отстроен после пожара 1824 года. При постройке некоторых зданий в качестве строительных материалов иногда использовали камень, оставшийся от прежних построек, такой пример можно наблюдать в домах 74-82. В районе Грассмаркета также сохранились участки бывших городских стен.

## Современность
Грассмаркет — один из наиболее оживлённых районов шотландской столицы. Здесь находится большое количество пабов, ресторанов, ночных клубов, магазинов, а также два больших отеля сети Apex Hotels. Грассмаркет является излюбленным местом молодежи и, в частности, студентов.
В 2009—2010 году Грассмаркет был реконструирован для удобства пешеходов. Были расширены тротуары, а также созданы площадки для проведения мероприятий.

### Статьи
- Julie Franklin. The development of Candlemaker Row, Edinburgh, from the 11th to the 20th centuries (англ.) // Scottish Archaeological Internet Reports. — Society of Antiquaries of Scotland, 2017. — Vol. 17.